# Джек Лондон
Джек Лондон (на английски: Jack London, Джек Лондън), с вероятно рождено име (документите му са изгубени по време на голямото земетресение в Сан Франциско през 1906 г.), е американски писател, автор на над 50 книги и около двеста разказа, в които увлекателно се описва силата на природата и борбата за оцеляване в трудни условия. Сред най-известните му романи са „Морският вълк“, „Белия зъб“, „Дивото зове“, „Мартин Идън“, „Лунната долина“, „Белю Пушилката“ и др.

## Биография
Роден е като Джон Грифит Чейни на 12 януари 1876 г. в Сан Франциско. Негов биологичен баща е известният на времето астролог „професор“ Уилям Чейни. Баща му го изоставя като малък и е отгледан от майка си Флора Уелман, която е учителка по музика и спиритистка и втория си баща Джон Лондон. Като младеж Джек научава, че не е син на мъжа, когото е смятал за свой баща и пише на Уилям Чейни, но получава студен отговор от него, в който Чейни изтъква, че никога не е бил женен за майка му и дори заявява, че е импотентен.
Детството на Джек преминава в бедност. След завършване на основно образование през 1889 г., той започва работа в консервна фабрика на 12-часов работен ден, като работното време често е удължавано и до 16 часа. Търсейки изход от този непоносимо тежък труд, Джек Лондон взема пари назаем, купува на старо малко корабче и става ловец на стриди без разрешително. След няколко месеца обаче корабчето съвсем грохва и става неизползваемо. Тогава Лондон преминава на страната на закона и става член на Калифорнийския рибарски патрул. През 1893 г. пътува до Япония на борда на шхуна за ловене на тюлени. Когато се завръща, заварва Оукланд, Калифорния, в безредици от работнически протести. Джек Лондон вече е без работа и става скитник. През 1894 г. прекарва 30 дни в затвор за скитничество.
След редица приключения Лондон се връща към цивилизования живот, завършва средното си образование и успява, с упорита самоподготовка през цялото лято, да влезе в университета на Калифорния през есента на 1896 г., но още на следващата година се прощава с мечтата си за висше образование поради безпаричие. През целия си живот Джек Лондон се самообразова. Той е човек с всестранни интереси. Личната му библиотека наброява 15 000 тома.
През 1897 г. Лондон заминава за Клондайк и става златотърсач, когато се сдобива с материал за първите си успешни разкази. Може да се види къщата му от периода в Аляска изработена наполовина от оригиналната къща в която е живял в Аляска в близост до пристанището на Оукланд на площад наречен на негово име „Джак Лондон Скуеър“, другата половина от оригиналната къща е в Канада. Джек Лондон стига до заключението, че единствената му надежда е да получи образование и да „продава мозъка си“. През целия си живот гледа на писането като на работа, то е неговият билет за измъкване от бедността, средство да победи богатите, играейки по техните правила. По това време Лондон става социалист.
От 1898 г. започва сериозно да се бори да бъде публикуван – тази негова битка е описана в романа му „Мартин Идън“ (1909). За първия си публикуван разказ получава само 5 долара и за малко не се отказва от писателска кариера. По собствените му думи той е „спасен – в буквалния и преносния смисъл на думата“, когато друг негов разказ е приет и заплатен добре, цели 40 долара. През 1900 г. той вече притежава 2500 долара, които се равняват на 50 000 днешни (ок. 2000 г.).
През 1901 г. социалистическата партия издига кандидатурата на Джек Лондон за кмет на Оукланд, но изборите спечелва друг кандидат. Лондон се отдава на упорита писателска дейност, която му донася широка популярност още приживе. Пише както художествени, така и публицистични произведения. Първият му роман, „Синът на вълка“, е публикуван през 1900 г. В „Дивото зове“ (1903) огромното домашно куче Бък открива, че инстинктът му непреодолимо го влече към дивия живот и става водач на вълча глутница. „Белия зъб“ (1906) и „Сияйна зора“ (Burning Daylight, 1910) са посрещнати с жив интерес от широката читателска публика.
През 1902 г. Джек Лондон заминава за Англия, където изучава жилищните условия в Ийст Енд – бедняшкия квартал на Лондон. Резултатът от неговите наблюдения е книгата „Хора от бездната“ (People Of The Abyss, 1903), която има неочаквано голям успех в САЩ, но е остро разкритикувана в Англия. През 1906 г. Лондон публикува сборник есета, „Войната на класите“, сред които са и негови лекции върху социализма.
През 1900 г. Джек Лондон се жени за Елизабет (Бес) Мадърн, но домът им става бойно поле на сблъсъци между Бес и майката на Лондон. Три години по-късно той напуска първата си съпруга и двете им дъщери и след време се жени за Чармиън Китридж, редактор и почитателка на спортни занимания на открито. „По море със „Снарк“ (The Cruise of the Snark, 1913) е мемоар от пътешествието на Джек и Чармиън Лондон през Тихия океан (1907 – 1909 г.). Бракът им продължава до смъртта на писателя. Чармиън е прототип на много женски характери в творчеството на Лондон, като например Паола от „Малката стопанка на голямата къща“ (The Little Lady of the Big House, 1916).
През 1910 г. Джек Лондон купува ранчо от хиляда акра в Глен Елън, окръг Сонома, Калифорния за 26 000 долара. Той пише: „След жена ми, ранчото е най-скъпото нещо на света за мен“. Писането, винаги комерсиално занимание за него, сега се превръща още повече в средство за печелене на пари. „Пиша книги, единствено за да добавя още акри към великолепното си имение“. През последните години на живота си се чувства раздвоен. Социалистическите му възгледи влизат в разрез с любовта му към собствения му имот. През 1916 година напуска социалистическата партия, като заявява, че го прави единствено защото на партията ѝ „липсва огън и борбеност и е загубила интереса си към класовата борба“.
Фактите около смъртта на Джек Лондон са спорни. В смъртния му акт е записано, че е починал на 22 ноември 1916 г. от уремия, но според слухове той се е самоубил. Съществува версия, според която е починал от свръхдоза морфин, който през последните си години е взимал срещу болки. Прахът от тленните му останки, заедно с тези на съпругата му Чармиън, е погребан в семпъл гроб в Глен Елън, Калифорния, белязан само от един голям объл камък, обрасъл с мъх.

## Произведения
Много читатели смятат, че Джек Лондон е най-добър в късия разказ. Наистина, разказите му са образец за кратка проза с безупречната си конструкция, а романите му често напомнят свързана поредица от разкази. „Да накладеш огън“ е може би най-известният му разказ. Той е от клондайкския му период. Други разкази от същия период са: „Златният каньон“ (All Gold Canyon) – за битката между двама златотърсачи; „Законът на живота“ – за старец, изоставен от племето си да умре сам; „Жажда за живот“ – за мъчителното пътуване на златотърсач през канадската тайга.
Голяма част от произведенията на Лондон днес се класифицират като фантастика и фентъзи. В „Несравнимо нашествие“ (The Unparalleled Invasion) се описва бактериологична война срещу Китай. „Голиах“ (Goliah) е за непобедимо енергийно оръжие. „Реликва от Плиоцена“ (A Relic of the Pliocene) е фентъзи за срещата на модерен човек с древен мамут. „Сянката и блясъка“ (The Shadow and the Flash) е интригуваща, оригинална история за двама братя в постоянно съперничество, които изобретяват два отделни начина за придобиване на невидимост. „Червеният“ (The Red One) е за островитяни, очаровани от извънземен обект. В черната му антиутопия „Желязната пета“ (The Iron Heel) (1908) се говори за терористични атаки:

Списъкът на мъчениците неимоверно нарасна. Безброй екзекуции се извършваха навсякъде. Хора извън закона и бегълци плъзнаха из планините и запустелите райони и бяха безмилостно преследвани [от Желязната пета]. В нашите убежища идваха другари, за чиито глави бяха обявени награди. Много от другарите бяха обезсърчени и отмъщаваха с терористични акции. Неуспехите убиваха мечтите им и ги докарваха до отчаяние. Много терористични организации, несвързани с нас, никнеха като гъби след дъжд и ни причиняваха големи проблеми. Тези неориентирани хора безогледно жертваха собствения си живот, плановете им често не излизаха, както са ги кроили и така забавяха нашата организация.
—Джек Лондон, „Желязната пета“– действието се развива през XXVII век
„Пътят“ (The Road, 1907) е серия от разкази и спомени от скитническите дни на Лондон и предшества с половин век култовата за битниците книга на неговия съименник Джак Керуак „По пътя“. Автобиографичната книга на Лондон за „алкохолните му спомени“ – „Цар Алкохол“ е публикувана през 1913 г. Днес „Анонимни алкохолици“ я препоръчват, защото в нея изключително добре се описва външният и вътрешен живот на един алкохолик. Пасажите, които се спират на душевното състояние, което Лондон нарича „Бяла логика“, са сред най-силните и разтърсващи описания на преживяванията на алкохолика. Лондон придава на алкохола разнообразни нюанси – той е вълнуващ, опасен, другарски, славен, мъжествен. Алкохолът е приключение като другите приключения – неразделна част от всички приключения. И все пак накрая той стига до заключението: „Не, взех решение – ще пийвам само от време на време.“